# Keter Publishing House
Keter Publishing House (hebräisch כֶּתֶר הוֹצָאָה לָאוֹר Keter Hōzaʾah la-ʾŌr) ist ein führender Buchverlag aus Jerusalem. Er entstand 2005 aus der Fusion von Keter Publishing und Steimatzky. Der Verlag ist insbesondere für sein Programm zur Modernen hebräischen Literatur bekannt. Er verlegte auch von 1971 bis 1972 die erste Ausgabe der Encyclopaedia Judaica. Keter Publishing wurde 1958 auf Betreiben des späteren Bürgermeisters von Jerusalem Teddy Kollek als staatseigenes Unternehmen gegründet. Die ersten Bücher wurden für die National Science Foundation übersetzt. 1987 wurde der Verlag privatisiert und große Anteile von Robert Maxwell gehalten. Heute gehören zum Programm u. a. Aharon Appelfeld, Uri Orlev, Amos Oz, Alona Kimchi, Savyon Liebrecht, Sayed Kashua und Zeruya Shalev.